# جمنوت
الجِمنوت هو جنس من أسماك المياه العذبة في الإقليم المداري الجديد في الفصيلة الجمنوتية الموجودة في أمريكة الجنوبية وأمريكة الوسطى وجنوب المكسيك.حوض الأمازون هو الأثرى بأنواعها.